# Nickel(II) telurit
Nickel(II) telurit là một hợp chất hóa học vô cơ có công thức NiTeO3. Muối khan của hợp chất có màu nâu sáng, còn đihydrat NiTeO3·2H2O là tinh thể màu vàng-vàng lục. Chúng đều không tan trong nước.

## Điều chế
Nickel(II) telurit khan có thể được điều chế bằng cách cho nickel(II) oxit hoặc nickel(II) hydroxide cho tác dụng với acid telurơ:
NiO + H2TeO3 → NiTeO3↓ + H2O
Hoặc cho natri telurit tác dụng với nickel(II) chloride trong dung dịch cũng sẽ tạo muối, dưới dạng dihydrat.